# Jardins Torquatianos
Jardins Torquatianos (em latim: Horti Torquatiani) eram antigos jardins romanos que ficavam localizados no monte Esquilino, no rione de mesmo nome de Roma, perto da Porta Maggiore.

## História
Estes jardins, cujo proprietário durante o período romano permanece desconhecido — de forma puramente conjectural supõe-se que tenha sido Torquato Silano, o consul em 53 que foi obrigado a se suicidar por Nero em 64 —, foram mencionados duas vezes por Frontino numa região conhecida como "ad Spem Veterem", na qual se encontravam os ramos da Água Ápia e da Água Augusta, um local conhecido também como "ad Gemellos".
Segundo Samuel Ball Platner e Thomas Ashby, os jardins provaevlmente ficavam a oeste da Esperança Antiga (em latim: Spes Vetus) e, portanto, ao sul da Via Labicana. Já Pierre Grimal o localiza na região logo ao sul da Porta Maggiore.